# Nikolaj Borščevskij
Nikolaj Konstantinovič Borščevskij (in russo Николай Константинович Борщевский?; Tomsk, 12 gennaio 1965) è un ex hockeista su ghiaccio russo, fino al 1991 sovietico.

## Palmarès

### Olimpiadi invernali
- 1 medaglia:
  - 1 oro[1] (Albertville 1992)

### Mondiali giovanili
- 1 medaglia:
  - 1 oro[2] (1984)

### Europei giovanili
- 2 medaglie[2]:
  - 1 oro (1983)
  - 1 bronzo (1982)